# Synapha juno
Synapha juno är en tvåvingeart som beskrevs av Lane 1954. Synapha juno ingår i släktet Synapha och familjen svampmyggor. Inga underarter finns listade i Catalogue of Life.